# Victoria (Chili)
Victoria is een gemeente in de Chileense provincie Malleco in de regio Araucanía. Victoria telde 34.182 inwoners in 2017 en heeft een oppervlakte van 1256 km².

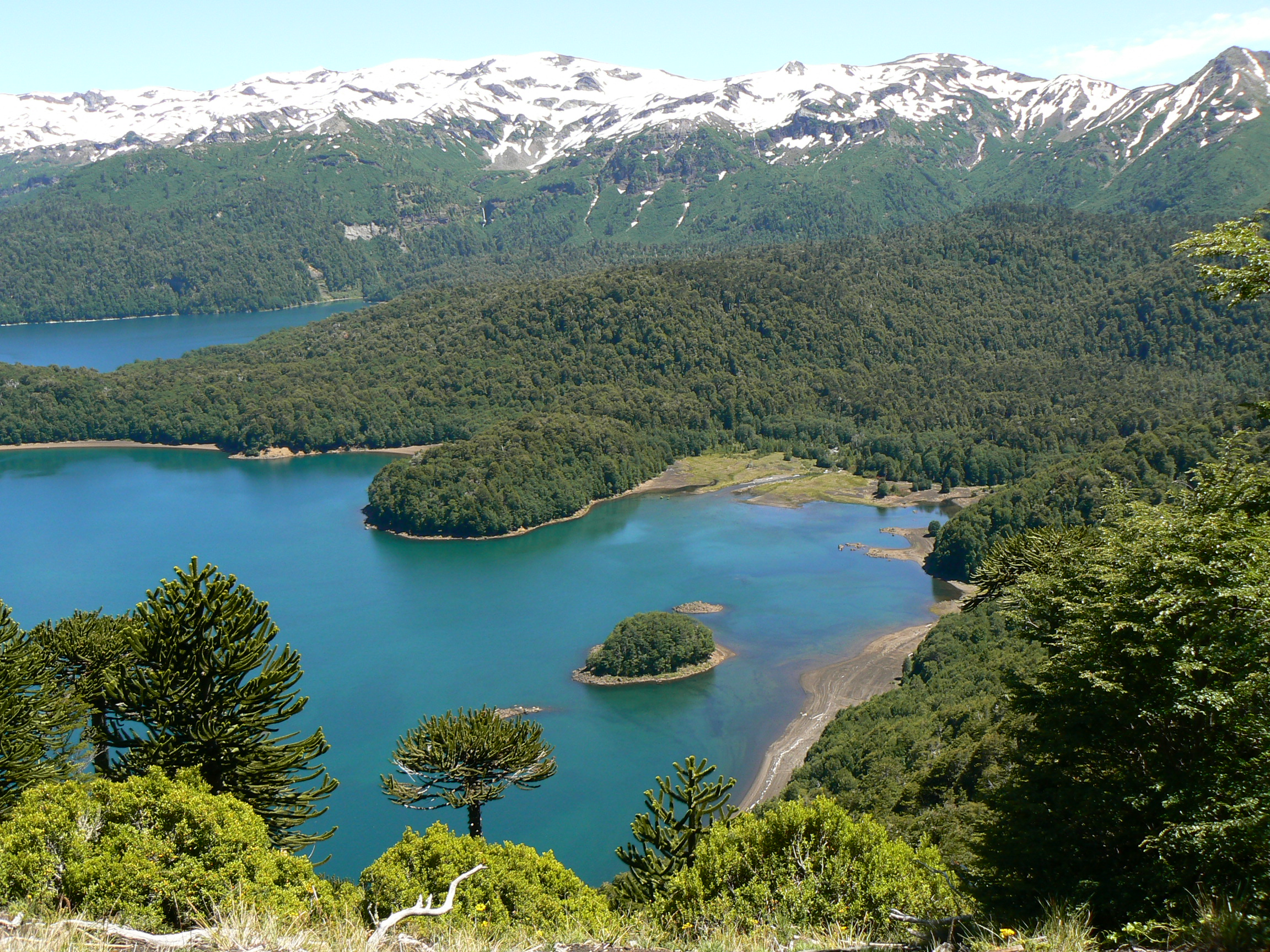

- Library of Congress Control Number: n92071629
- Nationale Bibliotheek van Israël: 987007530964605171
- Virtual International Authority File: 146724942